# Поречье (Гродненский район)
Поречье (бел. Парэчча) — агрогородок в Гродненском районе Гродненской области Республики Беларусь. Административный центр Поречского сельсовета. Находится в 30 км к северо-востоку от центра Гродно.
Населённый пункт входит в пограничную зону. Недалеко от агрогородка находится упрощённый пункт пропуска Поречье и железнодорожная станция Поречье на линии Гродно — Вильнюс.

## География
Вокруг Поречья находится сосновый лес, а посреди леса расположено озеро Молочное.

## История
В 1919—1939 годах деревня находилась в составе Польской Республики. Была центром гмины в Гродненском уезде Белостокского воеводства.
В 1940 году становится центром Поречского района Белостокской области БССР. С ноября 1940 года — в Гродненском районе Белостокской области БССР.
В 2011 году деревня Поречье преобразована в агрогородок. В состав Поречье включена территория упразднённого сельского населенного пункта Местечко Поречье.

### Железнодорожный вокзал
Поречский вокзал в 1867 году стал первым на территории всей Беларуси станцией, с которой почти 155 лет назад отправился первый в стране поезд. Были построены следующие объекты: паровозное депо, поворотных узел, множество складов.
«Железная дорога Петербург — Варшава была построена компанией французских инженеров, в числе которых много поляков с французскими паспортами. Этим составом инженеров, строителей дороги, объясняются многие необъяснимые, на первый взгляд, обстоятельства. Например, построение в тридцати верстах от Гродно громадной второклассной станции Поречье и при ней большого количества железнодорожных складов и мастерских. Между тем, в Гродно была сооружена крохотная, трёхклассная станция. Дело объясняется весьма просто: эта местность была удобной для организации центра польской патриотической деятельности. К тому же Поречье связано грунтовой дорогою с лечебной местностью Друскеники, которая в то время была центром высшего польского общества в западном крае. А дремучие леса, тянувшиеся тогда по обеим сторонам железной дороги, облегчали снабжение повстанческих банд оружием».
Железнодорожная дорога в XX веке соединяла не только Варшаву и Санкт-Петербург, но поезда направлялись также до Вильнюса, Друскининкая и Гродно. В настоящее время поезда курсируют только до Гродно. На станции Поречье в 1987 году снимались эпизоды фильма «Меня зовут Арлекино».

### Школа
Власти в 1899 году дали разрешение на постройку школы имени Александра Пушкина. Министерство транспорта и местная православная церковь пожертвовали значительную сумму на постройку школы. Также был организован сбор денежных средств от простых жителей деревни (евреи, например, должны были платить побольше обычных жителей). Строительство началось в 1902 году и закончилось в 1908 году — деревянное одноэтажное здание. Обучение велось на польском языке, однако была возможность учиться на русском и еврейском языках. Теперь в этом здании находится музыкальная школа.

### Музыкальная школа
Музыкальная школа известна своим духовым оркестром. Духовой оркестр создан в 1992 году. Его основателем, бессменным руководителем и дирижером является Сак Валерий Николаевич. В 1996 году коллективу присвоено почетное звание «образцовый».

## Население

### Численность
- 2016 год — 2800 человек

### Динамика
- 1999 год — 1680 человек
- 2010 год — 2300 человек
- 2016 год — 2800 человек

## Инфраструктура
В агрогородке находится дошкольный центр развития ребёнка, Поречская средняя школа, Поречская детская музыкальная школа искусств для более чем 80 учащихся и Гродненское кадетское училище.
Также на территории Поречья располагается санаторная школа-интернат, санаторий «Поречье» и детский оздоровительный лагерь «Сузорье».
Поречье стало первым агрогородком, где появился первый сельский магазин «Евроопт». В 2011 году появился ресторан «Провинция».

## Культура
- Дом культуры
- Музейная экспозиция истории белорусской железной дороги на станции «Поречье»
- Музей ГУО «Поречская средняя школа»
- Музей истории армии (2018)

## События и мероприятия
- «Фанфары друзей» — основан 25 апреля 2009 году международный фестиваль духовых оркестров, который стал проводиться каждые 2 года в конце мая с участием оркестров Беларуси и сопредельных стран[10].

## Достопримечательность
- Церковь Божией Матери Казанской (нач. XX в., точнее — 1846 год)
- Костёл Пресвятой Девы Марии (нач. XX в.)
- Братская могила солдат Первой мировой войны
- Старинный железнодорожный вокзал. Запечатлен в фильмах «Зимородок», «Двое на острове слёз», «Меня зовут Арлекино», «Живой срез» и других[3].

### Памятник, скульптура
- Памятный знак и монумент в виде макета первого поезда, который 150 лет назад приехал на станцию Поречье (2012).

## Галерея

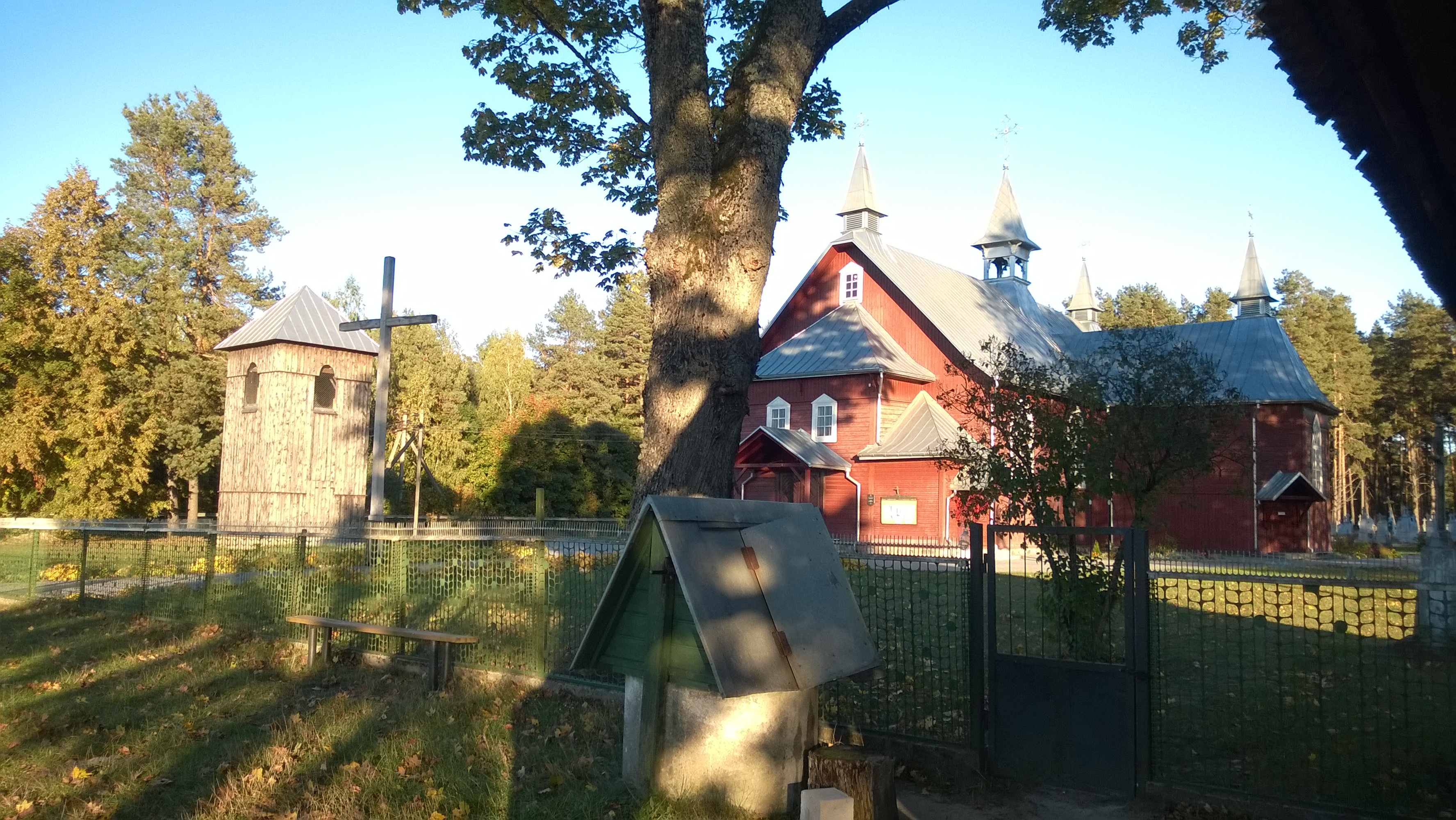
Костёл Пресвятой Девы Марии
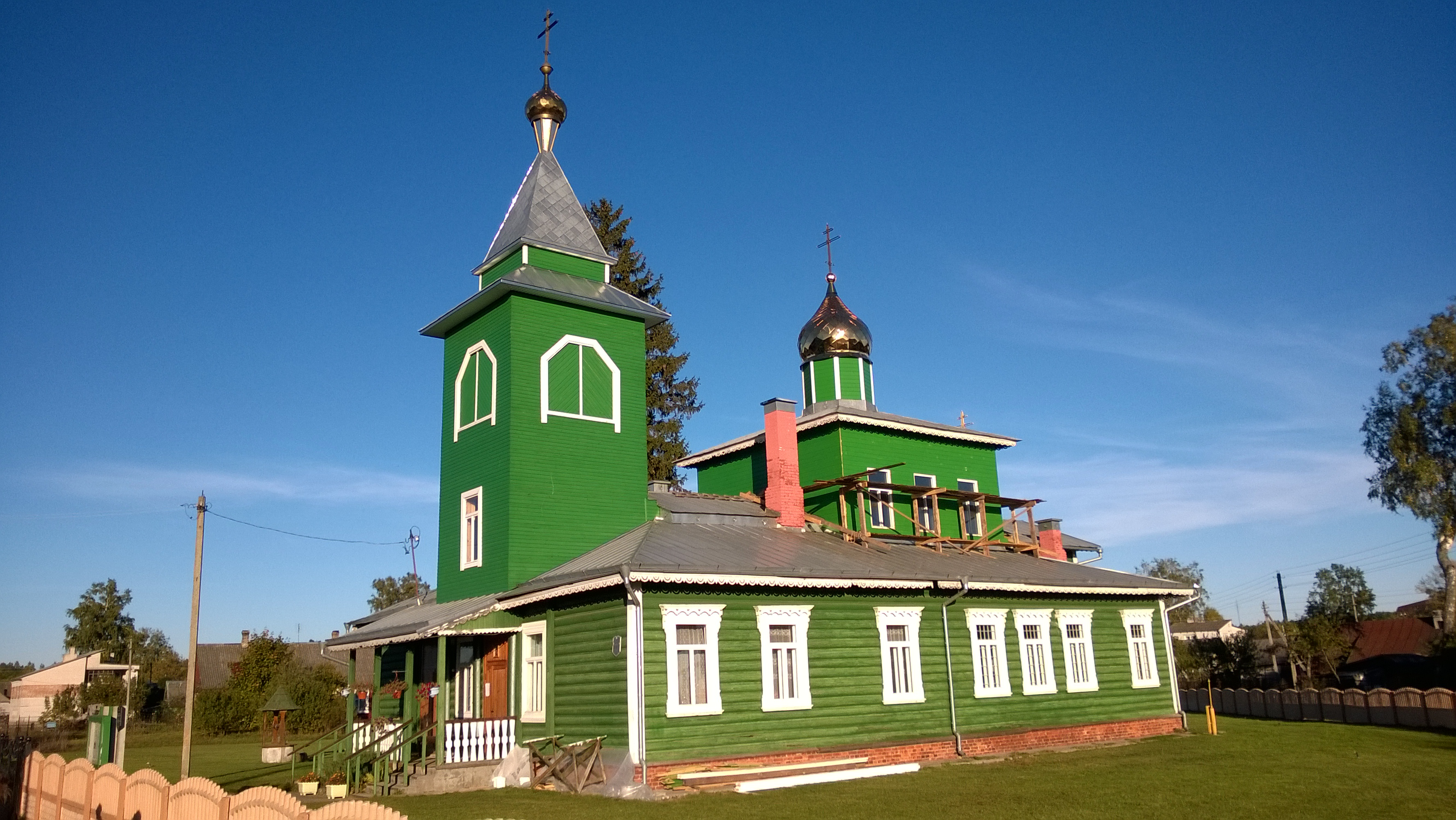
Церковь Божией Матери Казанской
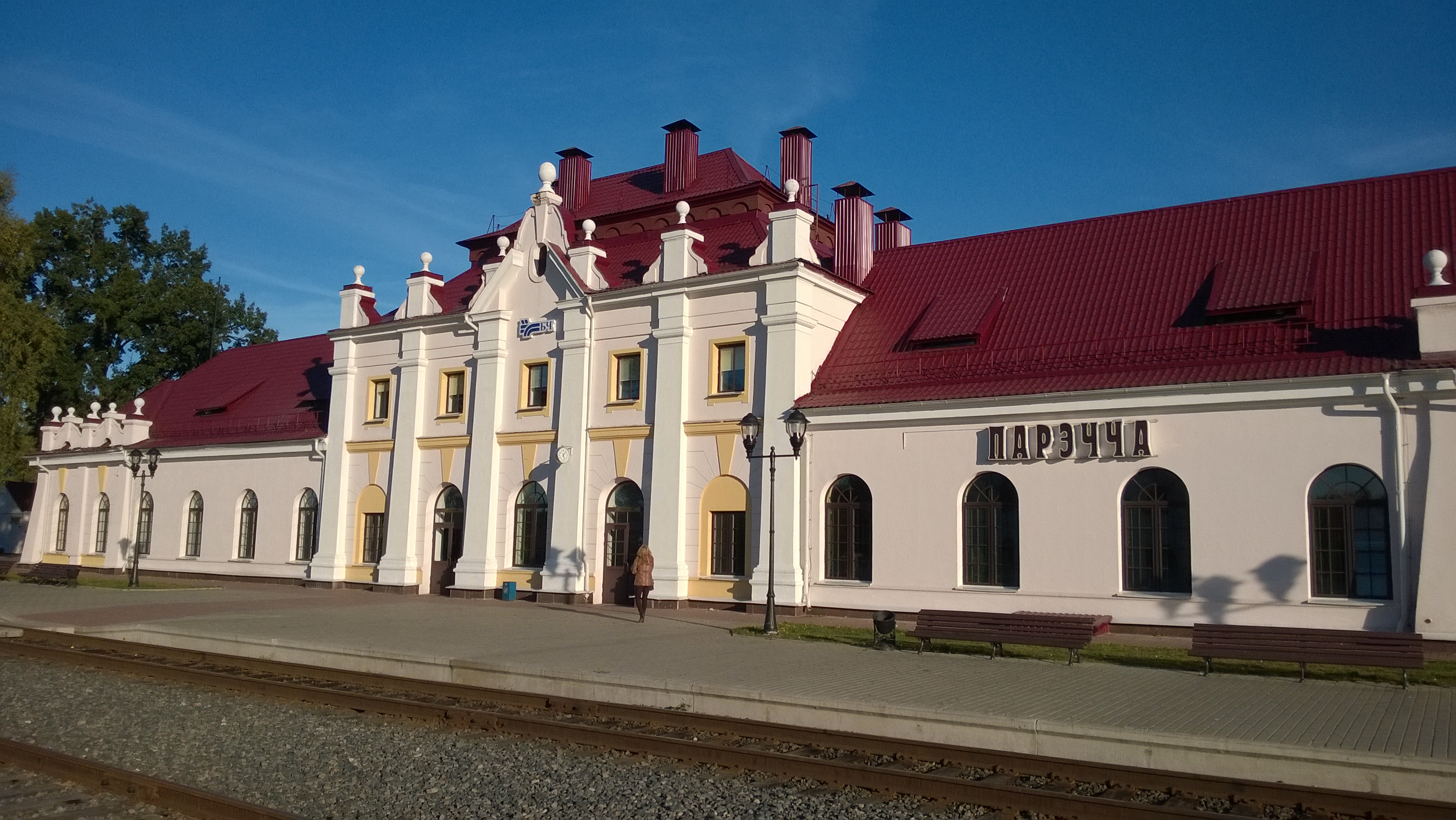
Железнодорожный вокзал

## Известные лица
- Витольд Песьцис (род. 1949) — белорусский академик, профессор.